# Кадочников, Павел Петрович
Па́вел Петро́вич Ка́дочников (16 [29] июля 1915, Петроград — 2 мая 1988, Ленинград) — советский актёр театра и кино, кинорежиссёр, сценарист и театральный педагог. Герой Социалистического Труда (1985), народный артист СССР (1979), лауреат трёх Сталинских премий (1948, 1949, 1951).

## Биография

#### Детство
Родился 16 (29) июля 1915 года в Петрограде.
Во время Гражданской войны отец вместе со всей семьёй (женой и двумя детьми) уехал на родину — на Урал в небольшое село Бикбарда (ныне Куединский район, Пермский край). Там и прошло детство Павла. В деревне он поступил в школу крестьянской молодёжи и окончил её. Там же определилось его главное увлечение — изобразительное искусство. Любовь к рисованию и живописи ему прививала мать, грамотная и умная женщина.
В 1927 году семья вернулась в Ленинград, где отец получил работу на заводе «Красный путиловец». Павел же продолжил заниматься живописью, поступив на изобразительное отделение в детскую художественную студию. Мечтал стать художником. Однако этому не суждено было сбыться. Серьёзно заболел отец, и сыну пришлось взять на себя заботы о семье. Он оставил школу и устроился учеником слесаря на завод «Красный путиловец».

#### Учёба
Занятий живописью Павел не бросил, продолжал ходить в художественную студию. Там, в 1929 году, и состоялось его знакомство с театром. Павла заметил режиссёр А. Авдеев, который руководил театральной студией. Для одной из постановок ему нужен был исполнитель частушек. Павел выступил так заразительно и азартно, что сразу же был принят в театральную студию, а потом получил роль в спектакле.
На следующий год А. Авдеев привёл Павла к режиссёру Б. В. Зону, набиравшему курс в театральном техникуме при Ленинградском ТЮЗе (ныне — имени А. А. Брянцева). Прослушав Павла, режиссёр взял его на свой курс (1931), хотя к тому времени подросток не успел окончить среднюю школу. Всего через полгода театральный техникум был расформирован. Курс Б. В. Зона почти полностью перевели в техникум сценических искусств. Павлу было всего 15 лет. Тем не менее среди старших товарищей он не затерялся. Наоборот, выделялся как одеждой (паренёк форсил: носил бабочку и бархатную толстовку), так и умением исполнять неаполитанские песни, чем приводил в восторг однокурсниц.
В 1932 году Татьяна Никитина, которая училась вместе с Павлом в техникуме на режиссёрском отделении, родила от него сына Константина.

#### Театр
В 1935 году Кадочников окончил техникум и стал актёром созданного Б. В. Зоном Нового ТЮЗа, где работал в 1935—1944 годах. Его первой ролью стал Лель в «Снегурочке» А. Н. Островского. Роль Купавы играла актриса Розалия Котович. Совместная работа сблизила их, и вскоре коллеги поженились.
В ТЮЗе Павел играл самые различные роли: от сказочных персонажей до белогвардейцев, — но особенно ему удавались животные. В одном из спектаклей он играл ужа, и, например, драматург Е. Л. Шварц был настолько впечатлён работой молодого актёра, что специально для него написал роль Сказочника в спектакле «Снежная королева» по сказке Х. К. Андерсена. Ему поручали и эпические, возрастные роли. В трагедии «Борис Годунов» А. С. Пушкина он играл летописца Пимена. Работа в театре всё больше увлекала Кадочникова. Роль следовала за ролью.
С 1935 по 1938 год работал педагогом по технике речи в Центральном театральном училище.

#### Кино
В 1935 году начал сниматься в кино — дебютной стала эпизодическая роль Михася в картине «Совершеннолетие». Самому актёру его появление на экране не понравилось, и он решил этим первым опытом и ограничиться.
В 1937 году на спектакле «Снегурочка» побывал кинорежиссёр С. И. Юткевич. Ему понравился юноша, и режиссёр предложил ему роль в своей картине «Человек с ружьём» (1938). Помня о своём решении более не сниматься, Павел хотел было ответить отказом, но повлиял авторитет режиссёра. Юноша принял предложение и сыграл молодого солдата. С этой роли и началась его длительная работа в кино.
Уже в следующей картине С. И. Юткевича «Яков Свердлов» (1940) сыграл сразу две роли — рабочего паренька Лёньку и писателя Максима Горького. При утверждении ролей художественный совет студии единодушно отверг кандидатуру актёра на роль Горького, поскольку его сочли слишком молодым для столь серьёзного образа. Тогда режиссёр попросил Павла отправиться в соседнюю комнату и загримироваться. Через несколько минут актёр вновь предстал перед авторитетной комиссией. Члены комиссии не верили своим глазам: настолько артист был похож на пролетарского писателя. После этого он был единогласно утверждён. Это сходство позволит Кадочникову впоследствии ещё пару раз сыграть Максима Горького.
Роль Горького принесла актёру большую популярность, и в 1940 году его пригласил кинорежиссёр А. В. Ивановский на главную роль в музыкальной мелодраме «Антон Иванович сердится». Съёмки картины закончились 21 июня 1941 года, а на следующий день началась Великая Отечественная война.
Павел Кадочников вспоминал: «Каждый день приносил тревожные сводки с фронта, и нам, молодым актёрам, казалось больше невозможным оставаться в тылу: мы должны были защищать Родину. Эти мысли не давали покоя». В конце июля он подал заявление в народное ополчение. Но ему отказали. «Ты снимаешься в „Обороне Царицына“ и „Походе Ворошилова“. На „Ленфильме“ сообщили, что это фильмы оборонного значения. Вернись на студию», — ответили ему.
После завершения съёмок в двухсерийной ленте «Оборона Царицына» (1942) актёра пригласил к себе С. М. Эйзенштейн. Режиссёр предложил актёру роль Владимира Старицкого в картине «Иван Грозный» (1945). Владимир Старицкий — одна из главных трагических фигур картины.
Мастерство актёра так впечатлило С. М. Эйзенштейна, что тот решил снять его ещё в двух ролях — Сигизмунда и царского духовника Евстафия. Предполагалось, что эти роли Павел сыграет в третьей серии. Но замысел остался невоплощённым — третья серия так и не была снята. Тем не менее эти три года актёр считал самой большой жизненной школой. В 1944 году он навсегда ушёл из театра и целиком посвятил себя работе в кино.
В конце декабря 1944 года в семье актёра на станции Кавказская родился сын Пётр.
Вернувшись в Ленинград, Павел Кадочников узнал, что театр, в котором он работал, распался. Несмотря на ряд достаточно лестных предложений от руководителей разных театральных коллективов, актёр выбрал работу в кино. Он отправился в Киев сниматься в картине «Подвиг разведчика» (1947) режиссёра Б. В. Барнета. Роль майора  принесла ему поистине всенародную популярность и стала его своеобразной визитной карточкой, одновременно определив в советском кино образ героя-разведчика на долгие годы. А знаменитая фраза Федотова «Вы болван, Штюбинг!» стала любимым выражением мальчишек той поры.
В следующем, 1947 году приступил к съёмкам в новой картине А. Б. Столпера «Повесть о настоящем человеке». Актёру предстояло сыграть знаменитого лётчика Алексея Маресьева (в фильме, как и в книге Бориса Полевого, — Мересьев), потерявшего обе ноги. Чтобы лучше войти в образ, отказался от услуг дублёров. В течение четырёх месяцев он ходил на настоящих протезах и ползал в снегу в лютый мороз. В итоге картина имела огромный зрительский успех. Эпизод киносъёмок в лесу с участием актёра и «свирепой» медведицы подробно и красочно описан В. В. Чаплиной в рассказе «Марьям и Джек» (из цикла «Питомцы зоопарка»). Отдав должное самообладанию и чувству юмора актёра, В. В. Чаплина отмечала, что у ручной медведицы Марьям был на редкость предсказуемый, добродушный нрав.
После картины «Далеко от Москвы» (1950) актёра не приглашали сниматься в кино в течение четырёх лет.
Вновь о нём вспомнили в 1954 году. Режиссёр А. В. Ивановский, который уже снимал Павла в своём фильме «Антон Иванович сердится», пригласил актёра в новую картину. Это была совместная работа А. В. Ивановского и Н. Н. Кошеверовой «Укротительница тигров». Роль мотогонщика Фёдора Ермолаева стала одной из его главных удач в 1950-е годы. В ней талант мастера открылся для зрителей с неожиданной стороны, он смог на равных сыграть в ансамбле актёров ярко выраженного комедийного плана — Л. Ф. Быкова и С. Н. Филиппова. Участие в фильме принесло и новую волну славы. Актёра вновь стали заваливать любовными посланиями многочисленные поклонницы.
В последующие годы много и напряжённо снимался, и на его популярности держится множество картин, забытых теперь зрителями. Также он неоднократно принимал участие в дубляже иностранных фильмов.
В 1956—1958 годах — художественный руководитель студии киноактёра при киностудии «Ленфильм».
В 1967 году стал членом КПСС.

#### Режиссёрская деятельность
И всё же эти роли не могли удовлетворять талантливого актёра. Он решил попробовать себя в режиссуре. В 1965 году вышел его первый фильм, снятый им в качестве режиссёра, приключенческая комедия «Музыканты одного полка», в котором он сыграл роль Чулковского. В 1968 году он поставил фильм-сказку «Снегурочка», где сыграл роль царя Берендея.
Уход в режиссуру имел ещё одну причину: в середине 1960-х годов он попал в немилость к высшему руководству. Режиссёры перестали приглашать его сниматься, не давали новых работ актёру и в театре. Единственным его заработком были концерты, с которыми он ездил по всей стране.

#### 1970-е — 1980-е годы
В середине 1970-х годов Н. С. Михалков предложил ему роль в своём фильме «Неоконченная пьеса для механического пианино». Эта роль принесла актёру новый виток популярности. Его вновь стали приглашать сниматься. Однако теперь он подходил к выбору каждой роли намного тщательнее. Наиболее заметной работой тех лет стала роль Вечного Деда в фильме А. С. Кончаловского «Сибириада» (1978).
В 1978 году актёр снялся вместе со своим взрослым сыном Петром в киноповести Б. Б. Мансурова «Сюда не залетали чайки». В 1980 году актёр снялся со своим сыном в фильме Яна Фрида «Благочестивая Марта». Это была последняя совместная работа отца и сына. Вскоре Пётр погиб при весьма странных обстоятельствах. Летом 1981 года он отправился отдохнуть в Прибалтику на озёра. Через два дня после отъезда пришло сообщение о его гибели. По словам дочери Петра Кадочникова Наталии:

У папы с детства была фирменная «фишка». Он залезал на берёзу, и, держась за ветки, начинал раскачиваться. То же самое он решил проделать и в Игналине. Только не учёл, что полез в тот раз на сосну, а сосна не гибкая. Ветка не выдержала его веса, сломалась, папа упал и разбился о землю. У него была тяжелейшая черепно-мозговая травма, все ребра переломаны.
В бессознательном состоянии «Скорая» увезла папу в местную больницу. Бабушка с дедом примчались в Игналину на следующий же день. Ни с ними, ни с мамой папа не простился, он так и не пришёл в сознание. Через три дня после падения его не стало. Из-за какой-то нелепости мы с сестрой лишились отца, мама — мужа, а дед с бабушкой — сына.
Для Павла и Розалии Кадочниковых потеря их единственного совместного сына стала трагедией. Единственным спасением для актёра была работа. И он окунулся в неё. Ещё до смерти сына сыграл заметную роль графа Орлова в картине «Рассказ неизвестного человека» (1980) режиссёра В. П. Жалакявичуса. А в 1981 году он снялся сразу в почти десятке фильмов, среди которых наиболее заметной стала роль Поля Лафарга в картине режиссёра С. И. Юткевича «Ленин в Париже». Стоит отметить также работу в детективе «Пропавшие среди живых» (1981) — здесь актёр совместил традиционный образ интеллигента с совершенно нехарактерным для себя амплуа злодея. Спустя два года сыграл небольшую роль майора Шолто в детективе «Сокровища Агры» из серии фильмов о Шерлоке Холмсе и докторе Ватсоне.
В 1984 году после инфаркта умирает старший сын Павла Кадочникова — Константин Кадочников, матерью которого была Татьяна Никитина, первая жена П. Кадочникова и театральный режиссёр.
В 1987 году на экраны вышел биографический фильм «Серебряные струны», рассказывающий о создателе первого в России оркестра народных инструментов В. В. Андрееве. Это была последняя режиссёрская работа Павла Кадочникова.
Член Союза кинематографистов СССР.

#### Семья
Первая жена — Татьяна Никитина, театральный режиссёр. Сын — Константин Кадочников (1932—1984), актёр.
Вторая жена — Розалия Котович (17 сентября 1913 — 18 декабря 2001). Родилась в семье белостоцкого скрипача. В 1935 году окончила Ленинградский театральный институт (курс Бориса Зона). В дипломном спектакле «Снегурочка» сыграла Купаву, одну из своих лучших ролей. Актриса Ленинградского театра юных зрителей. Снималась в кино, в небольших и эпизодических ролях. Первый раз появилась на экране в фильме «Снегурочка», снятом Павлом Кадочниковым в 1966 году. Среди других работ: жена миллиардера Садди Дауговета («Блистающий мир»), тётя Варя («Картина»), Аглая Андреевна («Серебряные струны») и эпизод в фильме режиссёра Рустама Хамдамова «Анна Карамазофф».
Сын — Пётр Кадочников (1944—1981), актёр. Внучка — Наталия Кадочникова (род. 1969), актриса.

#### Смерть
Скончался 2 мая 1988 года на 73-м году жизни из-за острой сердечной недостаточности в городской больнице Ленинграда. Похоронен на Серафимовском кладбище (15 участок) рядом с могилой сына Петра (1944—1981).
Спустя 12 лет на экраны вышел сериал «Воспоминания о Шерлоке Холмсе», на основе ранее снятых телефильмов «Приключения Шерлока Холмса и доктора Ватсона» (в том числе и «Сокровищ Агры», где снимался актёр)[значимость факта?].

## Театральные работы
Ленинградский Новый ТЮЗ
- 1935 — «Снегурочка» А. Н. Островского — Лель
- 1935 — «Музыкантская команда» Д. Дэля — Куракин
- 1936 — «Продолжение следует» А. Я. Бруштейн — Лауэр
- 1936 — «Брат и сестра» Е. Л. Шварца — дед Тарас
- 1937 — «Сказки Пушкина»:
  - Сказка о мёртвой царевне и о семи богатырях — Богатырь
  - Сказка о царе Салтане — Коршун
- 1937 — «Красная Шапочка» Е. Л. Шварца — Уж
- 1938 — «Борис Годунов» А. С. Пушкина — летописец Пимен
- 1939 — «Снежная королева» Е. Л. Шварца по мотивам сказки Х. К. Андерсена — Сказочник
- 1941 — «День живых» А. Я. Бруштейн — Портной
- 1943 — «Бессмертный» А. Н. Арбузова и А. К. Гладкова — Иванцов

## Фильмография

### Актёрские работы
- 1935 — Совершеннолетие — Михась
- 1938 — Человек с ружьём — солдат с семечками на «братании» с немцами (нет в титрах)
- 1940 — Яков Свердлов — Лёнька Сухов, Максим Горький
- 1940 — Осень (короткометражный) — Пианист
- 1940 — Разгром Юденича — Сенюшкин
- 1941 — Антон Иванович сердится — композитор Алексей Петрович Мухин
- 1941 — Киноконцерт 1941 года — моряк в номере Максима Михайлова (нет в титрах)
- 1942 — Оборона Царицына — Руднев
- 1945 — Иван Грозный — Владимир Андреевич Старицкий / халдей в «пещном действе» / Евстафий Колычев, царский духовник (материал не сохранился)
- 1945 — Здравствуй, Москва! — Константин Николаевич Златогоров, ремонтный слесарь паровозного депо (нет в титрах)
- 1946 — Робинзон Крузо — Робинзон Крузо
- 1946 — Голубые дороги — Сергей Андреевич Ратанов, капитан 3-го ранга
- 1947 — Подвиг разведчика — майор Алексей Федотов, он же Генрих Эккерт
- 1948 — Драгоценные зёрна — агроном Иван Гаврилович Архипов
- 1948 — Повесть о настоящем человеке — Алексей Мересьев
- 1949 — У них есть Родина — подполковник Алексей Петрович Добрынин
- 1950 — Далеко от Москвы — Алексей Николаевич Ковшов
- 1950 — Заговор обречённых — Макс Вента
- 1951 — Пржевальский — член географического общества (нет в титрах)
- 1954 — Большая семья — инженер Евсей Константинович Скобелев
- 1954 — Запасной игрок — Иван Иванович Светланов / Дедушкин)
- 1954 — Укротительница тигров — Фёдор Николаевич Ермолаев, мотогонщик
- 1955 — Педагогическая поэма — Максим Горький
- 1955 — Таланты и поклонники — Пётр Егорович Мелузов, жених Негиной
- 1956 — Медовый месяц — Алексей Николаевич Рыбальченко
- 1956 — Пролог — Максим Горький
- 1957 — Балтийская слава — Александр Борисович Ордынцев, командир эсминца «Гром»
- 1957 — Под золотым орлом — Андрей Макаров
- 1959 — Сын Иристона — поручик Джамбул Дзахсоров
- 1960 — Хлеб и розы — Гавриил Ивушкин
- 1960 — Русский сувенир — Гомер Джонс, секретарь мистера Скотта, американский писатель канадского происхождения
- 1963 — Самый медленный поезд — Сергеев Сергей Иванович
- 1964 — Государственный преступник — Алексей Михайлович Басов, начальник отдела госбезопасности
- 1965 — Музыканты одного полка — Игорь Чулковский
- 1967 — Продавец воздуха — профессор Энгельбрект
- 1968 — Снегурочка — царь Берендей
- 1971 — Прощание с Петербургом — скрипач Павел Максимов
- 1972 — Возвращение скрипки — Маковский, профессор, скрипач, учитель музыки
- 1974 — В Баку дуют ветры — Василий Васильевич Цигель-Каштанов (озвучил О. Голубицкий)
- 1975 — Одиннадцать надежд — зритель на корриде, (нет в титрах)
- 1977 — Неоконченная пьеса для механического пианино — Иван Иванович Трилецкий
- 1978 — Сюда не залетали чайки — дядя Роман
- 1978 — Сибириада — Вечный Дед
- 1978 — Территория — Васильчиков Константин Сергеевич, тракторист (нет в титрах)
- 1978 — Жизнь Бетховена — Ромен Роллан
- 1979 — Ищи ветра… — Сергей Сергеевич Уваров
- 1979 — Несколько дней из жизни И. И. Обломова — Его Превосходительство Павел Петрович
- 1979 — Ты только не плачь — Борис Платонович
- 1979 — Я хочу петь — Липати
- 1980 — Санта Эсперанса — дон Лоренсо
- 1980 — Рассказ неизвестного человека — граф Орлов
- 1980 — Благочестивая Марта — капитан Урбина
- 1980 — Идеальный муж — лорд Кавершем
- 1980 — Сицилианская защита — директор музея Андриан Константинович
- 1981 — Бешеные деньги — Григорий Борисович Кучумов
- 1981 — Сильва — Фердинанд фон Фельзе (Ферри), импресарио Сильвы
- 1981 — Проданный смех — барон Треч
- 1981 — Пропавшие среди живых — Фёдор Борисович Кашлев, «Нырок»
- 1981 — Наше призвание — Николай Иванович Гудков, заслуженный учитель
- 1981 — Ленин в Париже — Поль Лафарг
- 1981 — Ночь на четвёртом круге — Гудзь
- 1981 — Две строчки мелким шрифтом — Всеволод Семёнович Бартеньев, руководитель Голубкова
- 1983 — Приключения Шерлока Холмса и доктора Ватсона: Сокровища Агры — майор Джон Шолто (роль озвучил Игорь Ефимов[источник не указан 741 день])
- 1983 — Я тебя никогда не забуду — автор фильма
- 1983 — Карантин — академик Силантьев, прадедушка Маши
- 1984 — Блистающий мир — Садди и Чаппи Дауговет
- 1984 — Блондинка за углом — профессор Огурцов (озвучил Игорь Ефимов)
- 1984 — Последний визит — Джерри Чивер
- 1985 — Три процента риска — Вениамин Владимирович Хлебников, генеральный конструктор КБ
- 1985 — Картина — Юрий Емельянович Поливанов
- 1986 — Я — вожатый форпоста — Николай Иванович Гудков, заслуженный учитель
- 1986 — Очи чёрные — чиновник в Петербурге
- 1987 — Поражение — Аркадий Борисович Голицын, учёный (озвучил Игорь Ефимов)
- 1987 — Серебряные струны — Антип Савельич
- 2000 — Воспоминания о Шерлоке Холмсе — майор Джон Шолто

### Режиссёр
- 1964 — Победительный марш
- 1965 — Музыканты одного полка (совместно с Г. С. Казанским)
- 1968 — Снегурочка
- 1983 — Я тебя никогда не забуду
- 1987 — Серебряные струны (совместно с О. И. Дашкевичем)

### Сценарист
- 1968 — Снегурочка (совм. с Л. С. Любашевским)
- 1983 — Я тебя никогда не забуду
- 1987 — Серебряные струны (совм. с Г. Смирновым)

### Озвучивание
- 1972 — Когда умирают легенды
- 1972 — Леди Каролина Лэм
- 1975 — Мой друг — человек несерьёзный — Эдгар Циекурс (роль А. А. Михайлова)
- 1978 — Вожди Атлантиды
- 1980 — Асфальт

### Участие в фильмах
- 1975 — Рядом с другом (документальный)
- 1976 — Съездили (документальный)
- 1986 — Народом признанный (документальный)

### Архивные кадры
- 2006 — Павел Кадочников (документальный, из цикла передач телеканала «ДТВ» «Как уходили кумиры»)

## Звания и награды
- Герой Социалистического Труда (1985)[7][5]
- Заслуженный артист РСФСР (06.03.1950)
- Народный артист РСФСР (26.11.1965) — за заслуги в области советского киноискусства[8]
- Народный артист СССР (1979)[7][5]
- Сталинская премия второй степени (1948) — за исполнение роли майора Алексея Федотова в фильме «Подвиг разведчика» (1947)[7]
- Сталинская премия второй степени (1949) — за исполнение роли Алексея Мересьева в фильме «Повесть о настоящем человеке» (1948)[7][9]
- Сталинская премия первой степени (1951) — за исполнение роли Алексея Николаевича Ковшова в фильме «Далеко от Москвы» (1950)[7]
- МКФ в Канне (1955, Приз лучшему актёрскому составу, фильм «Большая семья»)
- Орден Трудового Красного Знамени (1967)
- Орден Дружбы народов (04.08.1975)
- Орден Ленина (1985)
- Медаль «За доблестный труд в Великой Отечественной войне 1941—1945 гг.»
- Медаль «За доблестный труд. В ознаменование 100-летия со дня рождения Владимира Ильича Ленина»
- Медаль «Тридцать лет Победы в Великой Отечественной войне 1941—1945 гг.»
- Медаль «Сорок лет Победы в Великой Отечественной войне 1941—1945 гг.»
- Медаль «Ветеран труда»
- Медаль «В память 250-летия Ленинграда»
- После просмотра фильма «Подвиг разведчика» И. Сталин прислал из кремлёвской канцелярии актёру бумагу с Гербом СССР, где было написано: «Павлу Петровичу Кадочникову, артисту киностудии „Ленфильм“, присваивается почётное звание майора всех родов войск СССР. Сталин, Ворошилов»[10]

## Память
В Санкт-Петербурге, на доме № 2 по Каменноостровскому проспекту, где актёр жил в 1952—1988 годах, установлена мемориальная доска.

## Сочинения
- Рассказы о творческом пути. — М.: Бюро пропаганды советского киноискусства, 1965.
- Из опыта работы в театре и кино. — Л.: Знание, 1972. — 40 с.
- Оставайтесь молодыми. — М.: Молодая гвардия, 1988. — 240 с., [16] л. ил.